# اتو هوفمان
اتو هوفمان (به آلمانی: Otto Hofmann) (زاده ۱۶ مارس ۱۸۹۶، مرگ ۳۱ دسامبر ۱۹۸۲) یک نظامی اتریشی در دوره رایش سوم و از سال ۱۹۴۰ تا سال ۱۹۴۳ رئیس اداره اصلی نژاد و اسکان اس‌اس بود.